# Itziar Ituño
Itziar Ituño Martínez (pron. basca: [i.t͡s̻i.ar i.tu.ɲo maɾˈt̪i.nes̺]; Basauri, 18 giugno 1974) è un'attrice e cantante spagnola.
Nel 2014 ha recitato nel film Loreak, fra i cinque selezionati per rappresentare la Spagna agli Oscar di quell’anno, ed ha raggiunto la fama internazionale nel 2017 con il ruolo dell'ispettrice Raquel Murillo nella serie televisiva spagnola La casa di carta, diffusa in tutto il mondo tramite Netflix e premiata con un International Emmy Award. È stata inoltre protagonista per molti anni di Goenkale, la più longeva telenovela prodotta dalla televisione ufficiale dei Paesi Baschi.

## Biografia
Itziar Ituño è nata a Basauri, il 18 giugno 1974. Ha studiato recitazione presso la Escuela de Teatro de Basauri, e frequentato anche il corso di laurea in sociologia. Anche se la sua lingua madre è il castigliano, parla fluentemente il basco. Impegnata in lotte civili e politiche, è stata oggetto di critiche a seguito delle sue dichiarate simpatie per l'autonomia del Paese Basco e per movimenti sociali come i No TAV italiani.
Il suo primo lavoro in televisione è stato il film Agur Olentzero nel 1997. Nel 2002 ha iniziato a lavorare alla serie Goenkale, a quel tempo la più popolare nei Paesi Baschi. Nella telenovela interpreta il personaggio di Nekane Beitia, una ertzaina lesbica della città fittizia di Arralde. Itzar Ituño rimane nella serie fino al 2015, anno in cui la telenovela finisce a causa del suo basso ascolto. Il ruolo di Nekane dà a Ituño una grande popolarità in Euskadi.
Itziar Ituño comincia a farsi conoscere ancora di più per i suoi ruoli nei film Loreak e Igelak, usciti rispettivamente nel 2015 e nel 2016. Nel 2017 i suoi lavori vanno oltre i Paesi Baschi e fa il salto a livello nazionale con La casa di carta, serie trasmessa su Antena 3 che verrà successivamente acquisita dalla piattaforma Netflix. Il 26 settembre 2017 è stata ospite del Basque Film Gala alla 65ª edizione del Festival di San Sebastián. Nel luglio del 2019 partecipa alla nona edizione del Social World Film Festival di Vico Equense, la Mostra Internazionale del Cinema Sociale.
Itziar unisce il suo lavoro nel cinema, televisione e teatro con la sua altra passione, la musica, essendo cantante in tre gruppi: Dangiliske, EZ3 e Ingot.

## Filmografia

### Cinema
- El final de la noche (2003)
- Agujeros en el cielo, regia di Pedro Mari Santos (2004)
- Arkadia (2005)
- El cazador de dragones (2010)
- Izarren Argia (2010)
- Loreak, regia di Jon Garaño e Jose Mari Goenaga (2014)
- Sabino (2014)
- Lasa y Zabala (2014)
- Un otoño sin Berlín (2015)
- Igelak (2015-2016)
- Errementari - Il fabbro e il diavolo (Errementari), regia di Paul Urkijo (2017)
- Basque selfie (2018)
- Voces, regia di Hada Torrijos - cortometraggio(2019)
- Il silenzio della città bianca (El silencio de la ciudad blanca), regia di Daniel Calparsoro (2019)
- Hil Kanpaiak (2020)
- Ilargi Guztiak (todas las lunas), 2021

### Televisione
- Agur Olentzero, agur - film TV (1997)
- Ander eta konpainia (2000)
- Teilatupean (2000-2001)
- Platos sucios (2002)
- Kilker Dema (2002)
- Goenkale (2008-2015)
- Cuéntame cómo pasó - serie TV (2016)
- Pulsaciones (2017)
- La casa di carta (La casa de papel) - serie TV, 46 episodi (2017-2021)
- Alardea - serie TV, 4 episodi (2020)
- Intimidad - serie, 8 episodi (2022)
- Berlino (Berlín) – serie TV, 2 episodi (2023)

### Cortometraggi
- El Buen Mal (2014)
- For the Good Times (2017)
- Tarde para el recreo (2017)

### Teatro
- Izarrak/Estrellas (2003)
- Pakitarentzat  Bakarrik (2004)
- Zeta/Seda (2005)
- Jostailuen Istorioak/Historia de juguetes (2005)
- Lapurzuola/Cueva de ladrones (2007)
- Grönholm Metodoa (2008)
- AURI-AURI (2010)
- Ilunpetan/El Apagón (2010)
- Amantalaren Ahotsa (2011)
- Herioa eta Dontzeila (2012)
- Hitzak/Palabras (2013-2014)
- Koadernoa Zuri/Cuaderno en blanco (2016-presente)
- Desoxirribonucleico (2017)
- Funtzak (2017)
- Yo soy Pichichi (2018)

## Riconoscimenti
- Premio Gomes para serie de televisión 2012 per Goenkale

## Doppiatrici italiane
Nelle versioni in italiano delle opere in cui ha recitato, Itziar Ituño è stata doppiata da:
- Roberta Pellini ne La casa di carta, Berlino
- Serena Clerici in Errementari - Il fabbro e il diavolo